# Ферлингетти, Лоуренс
Лоуренс Ферлингетти (англ. Lawrence Ferlinghetti; 24 марта 1919[…], Йонкерс, Нью-Йорк — 22 февраля 2021, Сан-Франциско, Калифорния) — американский поэт, художник, книгоиздатель, педагог, общественный деятель, представитель бит-поколения. Член попечительского совета международного движения «Живопись и поэзия».

## Биография
Родился в Йонкерсе, штат Нью-Йорк. После болезни матери в детстве жил во Франции у своей тёти, которая затем вновь переехала в США. Учился в университете Северной Каролины, получив в 1941 году степень бакалавра по журналистике. Во время Второй мировой войны служил в ВМС США, на противолодочном корабле. Затем вернулся к учёбе и в Колумбийском университете в 1947 году получил степень магистра по английской литературе. Продолжил обучение в Сорбонне, получив докторскую степень в области поэзии.
После женитьбы в 1951 году Ферлингетти переехал в Сан-Франциско, где преподавал французский язык. С 1953 года издаёт журнал City Lights, получивший название в честь фильма Чарли Чаплина «Огни большого города». Одновременно был открыт магазин с таким же названием. С 1955 года начал издавать поэтические сборники. В октябре 1956 года в четвёртом выпуске серии «Карманные поэты» вышла поэма Аллена Гинзберга «Вопль» (Howl). После выхода тираж был изъят полицией, Ферлингетти и сотрудник магазина были арестованы, против них было возбуждено уголовное дело по обвинению в нарушении благопристойности, однако Ферлингетти выиграл дело в суде. Запись слушаний дела была опубликована в 1961 году под названием «Вой цензора». В 1969 году Аллен Гинзберг заметил, что Ферлингетти заслуживает «какой-нибудь Нобелевской премии по книгоизданию» — настолько его работа обогатила всю современную культуру.
Автор более 30 поэтических сборников. Ферлингетти также писал экспериментальный роман «Её» (Her, 1960), экспериментальную драму, мемуары, переводил с французского («Слова» Жака Превера, 1959), оформлял книги, писал маслом, принимал активное участие в разных общественных движениях.
На русском языке первое стихотворение Ферлингетти появилось в 1959 году («Пёс», перевод Михаила Кудинова), начиная с 1970 года его стихи регулярно публиковались в советской периодике, в 1988 году вышла книга избранных стихотворений (издательство «Молодая гвардия»), в предисловии к которой филолог Олег Алякринский подчёркивает, что поэт — «не просто хроникёр американской повседневности», но и «ироничный морализирующий комментатор». «Одним из самых выраженно американских поэтов», который «доступен, но вовсе не прост», называет Ферлингетти один из его русских переводчиков Дмитрий Кузьмин. Отдельные стихотворения Ферлингетти переводили Андрей Сергеев, Пётр Вегин, Валерий Минушин, Максим Немцов, Марат Акчурин.
Празднование его столетия 24 марта 2019 года было официально объявлено мэром Сан-Франциско «Днём Ферлингетти».
Ферлингетти умер 22 февраля 2021 года у себя дома — в здании, где также находится основанный им в 1953 году книжный магазин City Lights. Причиной смерти стала болезнь легких.